# Ashraf os-Saltaneh
Ashraf os-Saltaneh[zápis?] (1863, Kermánšáh – 1914, Mašhad) byla íránská princezna a fotografka v období Kádžárovců, známá jako jedna z prvních íránských fotografek a novinářek. Narodila se na západě země jako dcera tamního guvernéra. Po uzavření manželství v roce 1871 odešla do Teheránu, neměla děti ani práci a věnovala se politickým a kulturním aktivitám. Její manžel E'temâd-ol Saltaneh, kterého všude následovala, vydával četná periodika. Od svého bratrance se naučila fotografovat a učila fotografii další ženy u dvora. Po smrti svého prvního manžela uchovala jeho deník, který pomáhala psát. Ten byl vydán v roce 1966 a poskytuje vhled do dvorního života a osobnosti panovníka v průběhu 19. století.

## Životopis
Ezzat Malek Khanoum se narodila v Kermánšáhu v Íránu v roce 1863. Její otec byl Emamqoli Mirza Emaddollah, guvernér západního Íránu, který byl synem Mohammada Aliho Mirzy Dowlatshaha. Byla pravnučkou Fáta Alího Šáha, druhého íránského císaře. V roce 1871 se stala druhou manželkou Mohammada Hasana Chána E'temad os-Saltaneha a přestěhovali se spolu do Teheránu. Její manžel byl vysoce postaveným členem dvora a sloužil jako osobní tlumočník a překladatel šáha Nasira ad-Dín Šáha a poté, co v roce 1887 získal titul E'temad os-Saltaneh, byla jeho manželka obecně známá jako Ashraf os-Saltaneh.
Ashraf os-Saltaneh dostala typické vzdělání pro členy královského harému, kteří se učili vaření a šití. Studovala také historii a medicínu, vzdala se obvyklých ženských předmětů poezie a hudby a skvěle hrála vrhcáby a šachy. Její manžel ji navíc učil francouzsky a její bratr Soltan Mohammad Mirza ji učil fotografovat. Byla přítelkyní šáha i jeho nejdůležitější manželky Anis od-Dowleh.
Ashraf os-Saltaneh byla povýšená, pyšná a sebevědomá a konfrontační, dokonce i k členům královské rodiny. Její synovec Yaman al-Dowleh ji popsal jako ženu mužnou, netypickou představitelku svého pohlaví. Její původ jí poskytoval spojení v královském harému, což jí umožňovalo přístup k dvorním „drbům a intrikám“, informacím, které byly pro jejího manžela životně důležité při orientaci v politických bojích, a moci, za kterou mohl svým jménem žádat u dvora. Stala se spolehlivou důvěrnicí a stratégem pro E'temad os-Saltaneh.
Protože Ashraf os-Saltaneh nemohla mít děti, tolerovala vztahy svého manžela s prostitutkami, služebníky a mladými chlapci, pokud nedojde k těhotenství. Věděla, že potomstvo může vést ke snížení její moci povýšením služebníka na vyšší místo v domácnosti, a proto vyžadovala, aby její manžel podrobně popisoval všechna jeho setkání. Ty byly zaznamenány v jeho deníku a navzdory skutečnosti, že E'temad os-Saltaneh zplodil dítě se svou první manželkou, opakovaně v deníku uváděl, že je impotentní, ve snaze uklidnit svou ženu. V době, kdy byly ženy odděleny od společnosti a podřízeny svým manželům, mělo ženské pohlaví Ashraf os-Saltaneh minimální dopad na její život, což jí umožnilo jednat nezávisle.
S fotografií seznámil Ashraf os-Saltaneh její synovec Yaman al-Dowleh. V době, kdy zákon zakazoval ženám a mužům jakýkoli kontakt mimo rodinu, přesto pořídila také několik fotografií žen. Fotografie žen až na několik výjimek spíše pořizovali zahraniční fotografové a ženy u dvora. Některé z jejích fotografií byly pořízeny uvnitř dvora, pořídila také známou fotografii Nasera al-Dína Šáha. Další fotografie, které vytvořila, byly zahrnuty do deníku jejího manžela. Ashraf os-Saltaneh je všeobecně uznávána jako první fotografka v Íránu a následovaly ji její sestry Azra a Fatemeh, které také fotografovaly u dvora a slečna Haddad, která fotografovala veřejnost na náměstí Shahpour.
E'temad os-Saltaneh si vedl podrobný deník o životě u dvora a Ashraf os-Saltaneh byla jedním z mála lidí, kteří k jeho soukromým poznámkám měli přístup. Čas od času jí diktoval události dne a ona za něj dělala denní záznamy. Saiyed Farid Ghasemi, známý historik se zaměřením na íránský žurnalismus, označil Ashraf os-Saltaneh jako první novinářku v zemi a také první fotografku. Stalo se to hned poté, co objevil devět článků, které publikovala ve spolupráci s E'temadem os-Saltanehem, zatímco její manžel sloužil jako tiskový mluvčí Íránu. Když její manžel v dubnu 1896 zemřel, zanechal své dokumenty šáhovi, ale když byl o měsíc později zavražděn Naser al-Din Shah Kadžár, Ashraf os-Saltaneh požádala o vrácení deníku. Ashraf os-Saltaneh se znovu vdala, vzala si Saiyeda Arabia Nayebetulya a přestěhovala se do Mašhadu. V roce 1903 jí nový Šáh Muzaffaruddín vrátil deník, který u ní zůstal až do její smrti.

## Smrt a dědictví
Ashraf os-Saltaneh zemřela v roce 1914 v Mašhadu a byla pohřbena v mauzoleu v Dara al-Sidah. Deník svého prvního manžela uložila do knihovny svatyně imáma Rezy v Mašhadu. V roce 1966 byl deník publikován. Deník, který poskytoval informace nejen o kulturním a politickém životě Íránu v 19. století, ale také intimní nahlédnutí do „života a osobnosti vládce – Nasera od-Din Shaha“. Osm let od smrti fotografky sepsal její životopis sultán Ahmad Dowlatshāhi Yamin-od-Dowle.

## Galerie

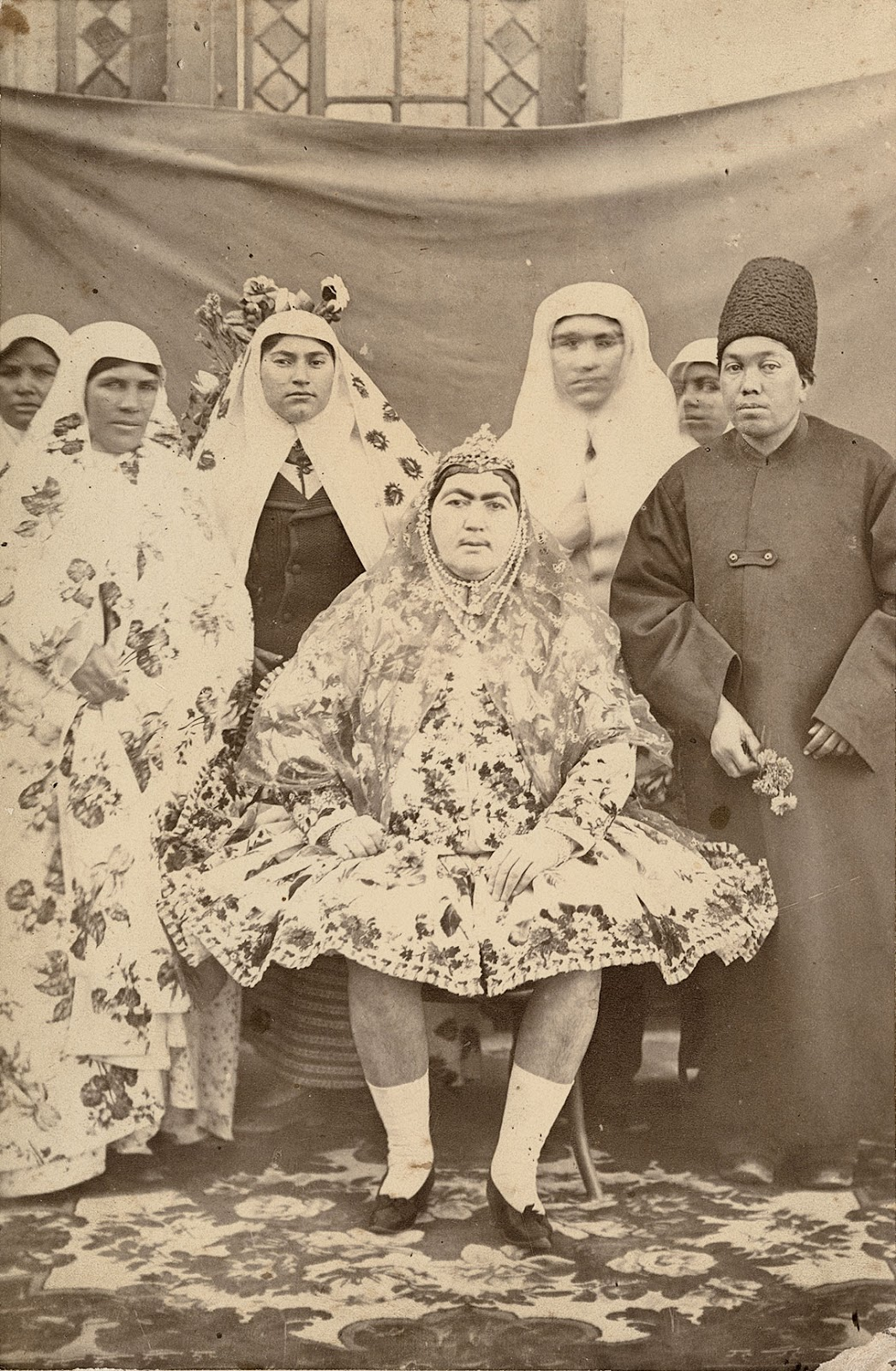
Princezna Anis al-Dawla a její dvůr, pravděpodobně fotografovala Ashraf os-Saltaneh, 1870–1880
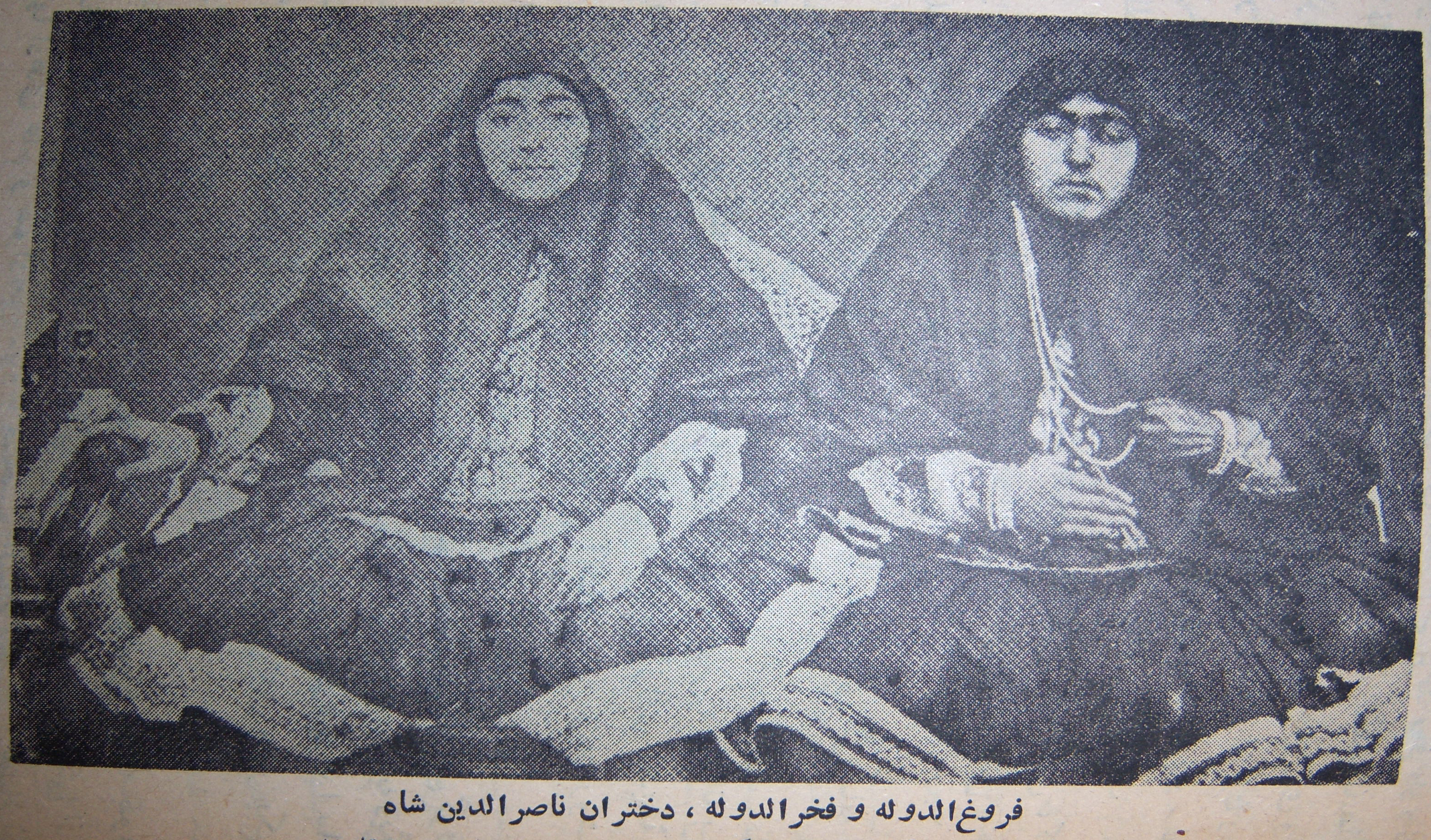
Princezna Fakhr-ol-Dowleh a její sestra Forouq-ol-Dowleh dcery Nasser al-Din Šáha Kadžára, fotografoval pravděpodobně Násir ad-Dín Šáh
Kadžárská kurtizána kouří vodní dýmku, fotografie ruského fotografa Antona Sevrjugina, asi 1900
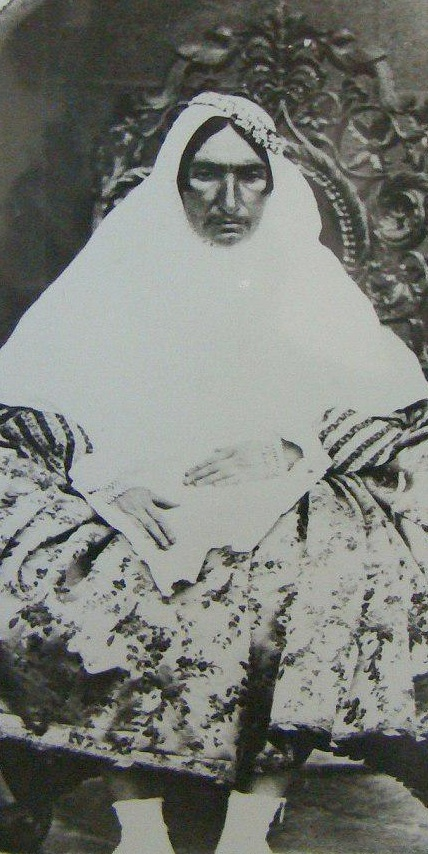
Princezna Beygom Khanoum Kadžár
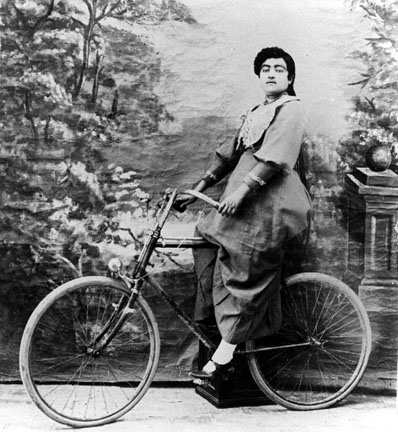
Žena šlechtického původu na kole, dynastie Kadžárovců
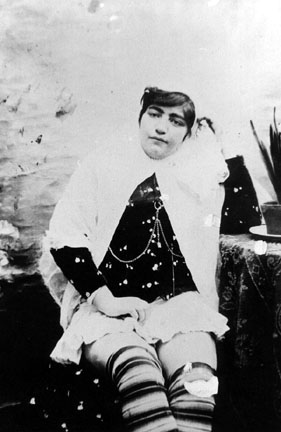
Íránská žena, dynastie Kadžárovců
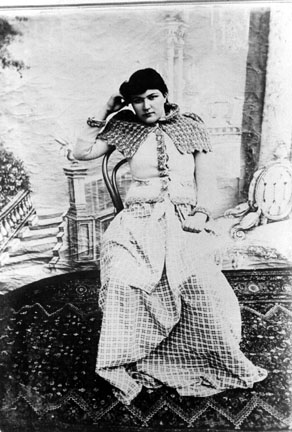
Íránská žena, dynastie Kadžárovců